# Eventi sportivi nel 2008
Maggiori eventi sportivi del 2008 a livello internazionale, ordinati per disciplina.

## Calcio
- 14 maggio - Finale della Coppa UEFA 2007-2008,  Manchester
- 21 maggio - Finale della UEFA Champions League 2007-2008,  Mosca
- 7-29 giugno: XXIII Campionato d'Europa,  - , Austria - Svizzera

## Football americano
- 12 aprile - 24 maggio: Qualificazioni al campionato europeo di football americano Under-19 2008
- Qualificazioni al campionato mondiale di football americano Under-19 2009
- Campionato europeo di football americano Under-19 2008,  Spagna

## Manifestazioni multisportive
- 7-24 agosto: Giochi della XXIX Olimpiade, , Pechino

## Scherma
- 4 - 9 marzo: Campionati europei cadetti, Rovigo,  Italia
- 3 - 7 aprile: Campionato mondiale giovanile di scherma, Acireale,  Italia
- 6 - 7 aprile: Campionato mondiale cadetti di scherma, Acireale,  Italia
- 18 - 19 aprile: Campionato mondiale di scherma, Pechino,  Cina
- 9 - 11 maggio: Campionato europeo Under-23 di scherma, Monza,  Italia
- 19 - 28 giugno: Campionati italiani di scherma, Jesi,  Italia
- 27 - 30 giugno: Campionato del mediterraneo di scherma, Tunisi,  Tunisia
- 5 - 10 luglio: Campionato europeo di scherma, Kiev,  Ucraina
- 9 - 17 agosto: Olimpiadi di scherma, Pechino,  Cina
- 3 - 8 novembre: Campionati europei juniores di scherma 2008, Amsterdam,  Paesi Bassi